# Alfons Bērziņš
Alfons Bērziņš (9 november 1916 - 18 december 1987) was een Lets schaatser.

## Biografie
Alfons Bērziņš deed op 19-jarige leeftijd mee aan de WK allround 1936, zijn eerste internationale kampioenschap, waar hij achtste werd. Een week later was hij deelnemer aan de Olympische Winterspelen, hij nam op alle vier afstanden deel, de veertiende plaats op de 500 meter was zijn beste klassering. In 1939 had hij zijn beste jaar. Op de laatste voor-oorlogse kampioenschappen werd hij in eigen land op het EK allround Europees kampioen. Op het WK allround twee weken later werd hij op de ijsbaan in het Olympiastadion in Helsinki tweede achter de Fin Birger Wasenius. Hij werd acht keer Lets kampioen en in 1941 behaalde hij zijn enige podiumplaats bij de nationale allround kampioenschappen in de Sovjet-Unie.
In de oorlog ging Bērziņš het leger in, waar hij krijgsgevangen werd gemaakt door de Duitsers. Nadat hij, nu in dienst van het Duitse leger, opnieuw krijgsgevangene is gemaakt door de Sovjets, werd hij veroordeeld tot tien jaar in een strafkamp. Toen hij in 1955 vrij kwam werd hij trainer van o.a. de latere wereldkampioene Lasma Kauniste. Vanwege zijn collaboratie met de nazi's bleef hij de rest van zijn leven een omstreden man. Pas na zijn dood en de onafhankelijkheid van Letland werd Alfons Bērziņš gerehabiliteerd.

## Persoonlijke records
| Afstand      | Tijd    | Datum           | Baan  |
| ------------ | ------- | --------------- | ----- |
| 500 meter    | 42,9    | 5 februari 1938 | Davos |
| 1500 meter   | 2.16,4  | 6 februari 1938 | Davos |
| 5000 meter   | 8.32,8  | 20 januari 1940 | Oslo  |
| 10.000 meter | 17.47,2 | 4 februari 1940 | Oslo  |

## Resultaten
| Jaar | EK Allround | WK Allround | Olympische Spelen                        |
| ---- | ----------- | ----------- | ---------------------------------------- |
| 1936 |             | 8e          | 14e 500m 18e 1500m 18e 5000m 19e 10.000m |
| 1937 |             | 9e          |                                          |
| 1938 | 12e         | 4e          |                                          |
| 1939 | Goud        | Zilver      |                                          |

## Medaillespiegel
| Kampioenschap | Goud · | Zilver · | Brons · |
| ------------- | ------ | -------- | ------- |
| EK Allround   | 1      | 0        | 0       |
| WK Allround   | 0      | 1        | 0       |

Onofficiële Europese kampioenschappen

1891: Onbeslist ·
1892: Onbeslist · 
1946: Göthe Hedlund 

Officiële Europese kampioenschappen

1893: Rudolf Ericson · 
1894: Onbeslist ·
1895: Alfred Næss · 
1896: Julius Seyler · 
1897: Julius Seyler · 
1898: Gustaf Estlander · 
1899: Peder Østlund · 
1900: Peder Østlund · 
1901: Rudolf Gundersen · 
1902: Johan Schwartz · 
1903: Onbeslist ·
1904: Rudolf Gundersen · 
1905: Johan Vikander · 
1906: Rudolf Gundersen · 
1907: Moje Öholm · 
1908: Moje Öholm · 
1909: Oscar Mathisen · 
1910: Nikolaj Stroennikov · 
1911: Nikolaj Stroennikov · 
1912: Oscar Mathisen · 
1913: Vasilij Ippolitov · 
1914: Oscar Mathisen · 
1922: Clas Thunberg · 
1923: Harald Strøm · 
1924: Roald Larsen · 
1925: Otto Polacsek · 
1926: Julius Skutnabb · 
1927: Bernt Evensen · 
1928: Clas Thunberg · 
1929: Ivar Ballangrud · 
1930: Ivar Ballangrud · 
1931: Clas Thunberg · 
1932: Clas Thunberg · 
1933: Ivar Ballangrud · 
1934: Michael Staksrud · 
1935: Karl Wazulek · 
1936: Ivar Ballangrud · 
1937: Michael Staksrud · 
1938: Charles Mathiesen · 
1939: Alfons Bērziņš · 
1947: Åke Seyffarth · 
1948: Reidar Liaklev · 
1949: Sverre Farstad · 
1950: Hjalmar Andersen · 
1951: Hjalmar Andersen · 
1952: Hjalmar Andersen · 
1953: Kees Broekman · 
1954: Boris Sjilkov · 
1955: Sigge Ericsson · 
1956: Jevgeni Grisjin · 
1957: Oleg Gontsjarenko · 
1958: Oleg Gontsjarenko · 
1959: Knut Johannesen · 
1960: Knut Johannesen · 
1961: Viktor Kositsjkin · 
1962: Robert Merkoelov · 
1963: Nils Egil Aaness · 
1964: Ants Antson · 
1965: Eduard Matoesevitsj · 
1966: Ard Schenk · 
1967: Kees Verkerk · 
1968: Fred Anton Maier · 
1969: Dag Fornæss · 
1970: Ard Schenk · 
1971: Dag Fornæss · 
1972: Ard Schenk · 
1973: Göran Claeson · 
1974: Göran Claeson · 
1975: Sten Stensen · 
1976: Kay Arne Stenshjemmet · 
1977: Jan Egil Storholt · 
1978: Sergej Martsjoek · 
1979: Jan Egil Storholt · 
1980: Kay Arne Stenshjemmet · 
1981: Amund Sjøbrend · 
1982: Tomas Gustafson · 
1983: Hilbert van der Duim · 
1984: Hilbert van der Duim · 
1985: Hein Vergeer · 
1986: Hein Vergeer · 
1987: Nikolaj Goeljajev · 
1988: Tomas Gustafson · 
1989: Leo Visser · 
1990: Bart Veldkamp · 
1991: Johann Olav Koss · 
1992: Falko Zandstra · 
1993: Falko Zandstra · 
1994: Rintje Ritsma · 
1995: Rintje Ritsma · 
1996: Rintje Ritsma · 
1997: Ids Postma · 
1998: Rintje Ritsma · 
1999: Rintje Ritsma · 
2000: Rintje Ritsma · 
2001: Dmitri Sjepel · 
2002: Jochem Uytdehaage · 
2003: Gianni Romme · 
2004: Mark Tuitert · 
2005: Jochem Uytdehaage · 
2006: Enrico Fabris · 
2007: Sven Kramer · 
2008: Sven Kramer · 
2009: Sven Kramer · 
2010: Sven Kramer · 
2011: Ivan Skobrev · 
2012: Sven Kramer · 
2013: Sven Kramer · 
2014: Jan Blokhuijsen · 
2015: Sven Kramer · 
2016: Sven Kramer · 
2017: Sven Kramer · 
2019: Sven Kramer · 
2021: Patrick Roest · 
2023: Patrick Roest · 
2025: Sander Eitrem
- Nationale Bibliotheek van Letland: 000266332
- Virtual International Authority File: 897154137630715370009